# Aridisòl

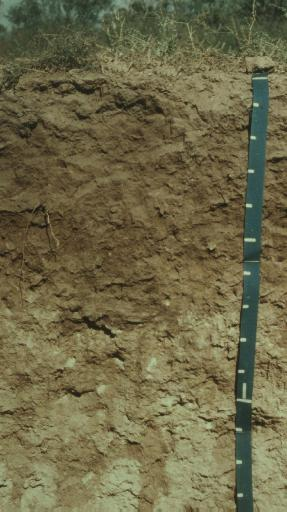
Perfil d'un aridosòl

Aridisòls (o sòls del desert) són un ordre de sòl (Aridisol) de la USA soil taxonomy. Aridisols (del llatí aridus, per a “sec”, i solum per a sòl) es formen en climes àrids o semiàrids. Els aridisòls dominen els cosistemes de desert i arbusts xèrics els quals ocupen un terç de la superfície emergida de la Terra. Els aridisòls tenen una concentració de matèria orgànica molt baixa que reflecteix que són sòls molt poc productius.
La deficiència d'aigua és la característica definitòria d'aquests sòls. La lixiviació hi és molt limitada i sovint en el perfil del sòl apareixen dipòsits minerals i/o cimentació per carbonats, guix o sílice. Poden donar lloc a la salinització.